# Francisca (textilarbetare)
Francisca, född okänt år, död okänt år i Valencia, var en spansk affärsidkare. Hon var verksam som textilarbetare i Valencia under 1300-talet, och är känd för att ha skapat ett skrå för kvinnor som tillverkade och sålde lakan. Hon var gift med sjömannen Mateu Joan.